# Catherine Millot
Pour les articles homonymes, voir Millot.
Catherine Millot (née en 1944) est une psychanalyste lacanienne française. Férue des mystiques rhénans, elle est dans les années 1970 un des jeunes philosophes, tel Jacques-Alain Miller, desquels s'est entouré Lacan concevant son Séminaire, nourrissant parfois sa clinique de leurs recherches, de leurs lectures voire de leurs mots et concepts.
Elle est l'auteur d'essais centrés, à l'instar de l'étude freudienne de la Gradiva, sur ce que l'écriture propre à un écrivain dit à partir d'un fantasme de la structure singulière de l'inconscient et révèle de l'indicible du désir. La singularité de la démarche, mêlant réflexion théorique et expérience personnelle, et la clarté du propos, loin de tout jargon, doublée de la musicalité d'une écriture proche de l'association libre, lui valent d'être elle-même appréciée en tant qu'écrivain « hors genre ».

## Biographie

### De la lecture à la psychanalyse (1944-1972)
Fille d'un diplomate, André Millot, chapraisien qui sera consul général à Francfort durant les négociations du Traité de non-prolifération nucléaire et terminera sa carrière ambassadeur à Skopje puis au Cap-Vert, Catherine Millot est élevée dans des villes toujours différentes, Budapest, Helsinki... au gré des affectations de son père. En perpétuel exil, elle grandit toujours étrangère au milieu de langues particulièrement étranges. La Recherche du temps perdu la conduit à envisager que le désir amoureux a à voir avec l'enfance et son écriture. Bachelière à dix sept ans, en 1961, elle s'imagine écrivain et psychanalyste à la fois. Elle poursuit ses études à la Faculté de lettres, section philosophie, en Sorbonne. Elle obtient le CAPES et prend un poste de professeur de philosophie dans le lycée d'une proche province.
Lectrice de Maurice Blanchot, elle est travaillée par l'inhibition de son désir de devenir écrivain qui remonte à l'enfance, quand en 1966, après avoir survécu à un grave accident automobile, elle devient une des analysantes de Jacques Lacan, auprès duquel elle se décharge totalement du poids de l'inceste à défaut d'en finir.
Lacan, praticien retraité qui continue d'enseigner, vient d'acquérir auprès des étudiants une renommée fulgurante en publiant ses Écrits, par lesquels il dote le freudisme d'une armature structuraliste. L'analyste, qui attend de ses futurs confrères qu'ils se consacrent totalement à leur métier, n'encourage pas sa patiente sur la voie symptomatique de l'écriture : « Il y a des gens qui pensent que faire une analyse leur permettrait de surmonter des inhibitions pour devenir écrivain, cela ne va pas de soi, et encore faudrait-il savoir ce que veut dire écrire. »
Elle a vingt quatre ans quand éclate mai 68, qu'elle regarde sans s'y engager. Ce qui l'intéresse, ce sont les écrivains mystiques, Maître Eckart, Angelus Silesius, Sainte Thérèse mais aussi Hadewych d'Anvers, dont elle fait découvrir les textes à son analyste, au point de l'exaspérer et de le pousser à déclarer lors d'un de ses cours « La mystique est un fléau, comme tous ceux qui tombent dedans! ».
En 1969, elle retrouve son père, nouvellement affecté au Ministère des Affaires étrangères à Paris.

### Lacan amant (1973-1980)
À partir de 1972, devenue une intime de Lacan, Catherine Millot l'accompagnera dans de nombreuses villes où il prononce des conférences. En Italie, à Rome, Florence, Milan, Venise, Naples et Palerme, ainsi qu'à Barcelone et à Londres. Elle rendra visite avec lui à Heidegger, en 1978, à Fribourg-en-Brisgau . À Paris, elle suit son séminaire du mardi à la Faculté de droit de l'université Panthéon-Assas, les conférences qu'il prononce à la chapelle de l'Hôpital Sainte-Anne, ainsi que ses présentations de malades du vendredi également dans cet hôpital. À la même époque, elle participe comme enseignante aux différentes activités du département de psychanalyse de l'université Paris-VIII : Section Clinique, préparation du DEA, Formation permanente. Elle devient membre, en 1977, de l'École freudienne de Paris, fondée par Lacan, et le restera jusqu'à sa dissolution par celui-ci en 1980. En 1981, fut créée l'École de la cause freudienne, à laquelle elle appartint jusqu'en 1989.
À partir de 1974, elle rejoint Lacan tous les week-ends dans sa maison de campagne de Guitrancourt, où, associée, ainsi que Jacques Alain Miller, à une simple vie de famille, elle s'attelle péniblement dans le « petit bureau vert » face à lui à la préparation de son séminaire hebdomadaire. Le psychiatre vient de perdre, à l'automne, sa fille aînée, Caroline, mère d'un enfant de huit ans, renversée à l'âge de trente sept ans à Antibes par une voiture.
En 1975, Catherine Millot est nommée assistant au Département de psychanalyse que dirige désormais Jacques Alain Miller au sein de l'Université de Vincennes. Elle l'est dans le cadre d'une réorientation polémique de l'enseignement dispensé qui a provoqué le départ de nombreux chargés de cours du Département. Elle poursuit parallèlement des études d'histoire de la philosophie et de philologie à l'université Paris-I Panthéon-Sorbonne, réputée plutôt à gauche. Le 1er mars 1979, à trente cinq ans, elle soutient une thèse de doctorat en philosophie dirigée par Yvon Belaval,, que Lacan ne daignera pas lire, L'Éducation dans l'œuvre de Freud, partiellement publiée sous le titre Freud anti pédagogue.
Catherine Millot sera la dernière compagne de Lacan, cet homme de quarante trois ans son aîné qui travaillait douze heures par jour, entièrement concentré sur ses recherches borroméennes et pressé par l'âge. Elle explique qu'elle se tenait vis-à-vis de l'écrivain, mal remis d'un accident automobile intervenu en 1978, à une position de mi dire, « nous ne nous étions pour ainsi dire plus quittés. Mais quand je dis “nous”, j’ai le sentiment d’une fausse note. Il y avait lui, Lacan, et moi qui le suivais : ça ne faisait pas un “nous”. », ce qui est précisément un dénouement du RSI. En effet, la relation amoureuse s'interrompt en 1980 sur un désir d'enfant impossible à satisfaire. Concomitamment à la rupture, Catherine Millot s'autorise à exercer elle-même comme psychanalyste.

### Ce qu'écrire veut dire (1981-1998)
Après la mort annoncée de Lacan, le 9 septembre 1981, Catherine Millot exerce en tant qu'analyste sous le contrôle (de) de Michel Silvestre, le plus capable des élèves succédant au « maître ». Elle publie dans Sicilet et Ornicar ?, des articles sur les liens entre écriture et sadisme, perversion ou homosexualité.
En 1983, elle a l'heur de heurter les idées toutes faites sur le transsexualisme niant la différence des sexes par un texte, Horsexe, dans lequel elle souligne la différence qu'il y a entre une hystérique revendiquant une position masculine et un paranoïaque pris dans le pousse à la femme ou encore un transsexuel non délirant.
Le 27 août 1985 Michel Silvestre meurt prématurément. Catherine Millot entreprend une seconde analyse auprès de Brigitte Lemérer. Dans le cadre d'un cartel, elle étudie avec Jacques Aubert, Jean-Michel Rabaté, Jean-Guy Godin et Annie Tardits le Séminaire Le sinthome, qui tourne autour du travail d'écriture de James Joyce. Elle rédige des études psychanalytiques sur l’auteur d’Ulysse, puis sur différents écrivains, Rilke, Hofmannsthal, Colette, Mallarmé, Musil, Barthes, Hudson... dans la perspective d'en faire un livre.
Au bout de huit ans, en 1989, elle démissionne de l'École de la cause freudienne. En 1991, Philippe Sollers, ex auditeur de Lacan devenu directeur de collection chez Gallimard, sélectionne deux de ses articles pour la revue L'Infini puis publie l'ensemble de ses études sur différents écrivains sous le titre La Vocation de l'écrivain, qui clôt son analyse.

### De l'analyste à l'écrivain (1999-2006)
Dix huit ans après la mort de Jacques Lacan, en mars 1999, Catherine Millot est de ceux qui, témoins directs, sont convoqués à la Salpêtrière pour restituer lors d'un colloque de ce que fut la pratique lacanienne qui n'est pas transmis par les textes.
En 2001, à la suite de la mort de son père intervenue durant l'élaboration du texte, elle fait paraître Abîmes ordinaires, un essai autobiographique sur l'expérience quiétiste. Au risque de passer pour folle, elle rend compte à partir de scènes de Stromboli, le film de Rossellini, et de La Mort d'Ivan Ilitch, le roman de Tolstoï, mais aussi de son expérience personnelle, de ce que Jacques Lacan, introduit aux textes des mystiques par elle-même, désignait d'un terme emprunté à Angelus Silesius, Gelassenheit, et qui pourrait être traduit par lâcher prise.
Catherine Millot entame alors, à la suite des travaux de son ami Jean-Noël Vuarnet, qui se trouvait être son voisin du dessous avant qu'il ne se suicide à l'âge de cinquante et un ans, une étude de la féminité sous l'angle du mysticisme, qui aboutira un an après avoir été promue maître de conférence, en 2006, La Vie parfaite.

### Passer le témoin (2007-2016)
En 2008, pour relayer la défunte Laurence Bataille, fille de Georges Bataille élevée en partie par Lacan et devenue analyste, Catherine Millot témoigne devant la caméra de la longue amitié qui les a liées et de sa propre pratique. Ce lui est l'occasion de préciser le rôle fondamental que continue de jouer Lacan dans l'évolution de la psychanalyse depuis les années 1980. Elle explicite la fin de l'analyse comme étant la « traversée du fantasme » et montre en quoi l'analyse donne les moyens d'assumer l'individualisme auquel la société voue les hommes aujourd'hui, en quoi cette société contemporaine offre une condition de solitude heureuse.
En 2015, elle tente, en publiant La logique et l'amour, de relancer le projet de Lacan de faire de la psychanalyse le lieu de l'invention d'un nouvel art d’aimer courtois qui dépasse l'« absence de rapport sexuel », jusqu'au point où « le rapport sexuel cesse de ne pas s’écrire ».
En 2016, elle publie La vie avec Lacan, qui reçoit le Prix de littérature André Gide. Au fil de ses souvenirs, elle trace le portrait d'un Lacan casse-cou, généreux, plein d'humour et travailleur infatigable. Avec quelques autres, Jacques Henric, Nathalie Georges-Lambrichs et Michel Plon, le psychanalyste Jean Allouch lui rend un bel hommage : "Voici un acte de courage. Non pas "courageux", ce qui ne ferait que qualifier cet acte, mais dont le courage est l'agent et l'auteur la plume, une de celles de l'expression "y laisser des plumes"… Oui, Catherine Millot, parrhèsiaste , fit acte de courage en présentant aujourd'hui Jacques Lacan comme un solitaire qui vécut sans se détourner de sa propre mort, ce qui rendit sa vie si pressée, intense, appliquée, drôle, joyeuse."

## Œuvre

### Clinique et théorie psychanalytiques
- Freud antipédagogue, Coll. La Bibliothèque d’Ornicar, Seuil, Paris, 1979, réed. coll. Champs sciences, Flammarion, Paris, 1997, 240 p.  (ISBN 9782080813893).
- Horsexe : Essai sur le transsexualisme, Editions Point Hors Ligne, Paris, 1983, 146 p.  (ISBN 9782904821028).
- Nobodaddy : l'hystérie dans le siècle, Editions Point Hors Ligne, Paris, 1988, 164 p.  (ISBN 9782904821189).

### Clinique biographique de l'écriture
- La Vocation de l'écrivain, coll. L'Infini, Gallimard, Paris, 1991, 228 p.  (ISBN 9782070722433).
- Gide Genet Mishima : Intelligence de la perversion, coll. L'Infini, Gallimard, Paris, 1996, 176 p.  (ISBN 9782070746088).
- La Vie parfaite : Jeanne Guyon, Simone Weil, Etty Hillesum, coll. L'Infini, Gallimard, Paris, 2006, 272 p.  (ISBN 9782070781409)[38],[39],

cd, Éditions des Femmes, Paris, janvier 2007, 1 h 18 min.

### Clinique autobiographique
- Abîmes ordinaires, coll. L'Infini, Gallimard, Paris, 2001, 160 p.  (ISBN 9782070763054).
- O Solitude, coll. L'Infini, Gallimard, Paris, 2011, 176 p.  (ISBN 9782070134472)[40]
- La vie avec Lacan, coll. L'Infini, Gallimard, Paris, février 2016, 114 p.  (ISBN 978-2-07-017824-7).
- Un peu profond ruisseau…, coll. L'Infini, Gallimard, Paris, avril 2021, 112 p.  (ISBN 978-2-07-293942-6)[41].

### Principaux articles
- « Désir de mort, rêve et réveil », in L’Âne, n° 3, p. 3, Paris, 1981,

notes d'une réponse donnée par Jacques Lacan en 1974.
- « Die Hysterie an der Grenze », in Frag Mente, n° 34, p. 35-40, Fribourg-en-Brisgau, 1990.
- « Not yet virgin. The function of masochism in Joyce », in James Joyce Quarterly (en), I, p. 43-46, Université de Tulsa, Tulsa, 1991.
- « The real presence », in October 58, p. 109-137, 1991.
- « L'érotisme de la désolation », 24 p., in L'Infini, n° 45, Gallimard, Paris, 1994.
- « The Female Superego », in Lacan Study Notes, New York, avril 1995.
- « L'amour et la mort dans la vie de Tolstoï », in Textuel, n° 39 "Littérature et psychanalyse", p. 53-61, 2000.
- « Un sang d'encre », in Fusées, no 7, Carte Blanche, 2003,

sur Jean-Noël Vuarnet.
- La logique et l'amour et autres textes, Defaut, Nantes, 2015, 210 p.  (ISBN 2-35018-364-5),

recueil d'articles sur les figures qui ont marqué la formation de l'auteur, Jacques Lacan, Pierre Klossowski, Georges Bataille, Jean Genet, Michel Foucault, Philippe Sollers, Pascal Quignard, Jean-Noël Vuarnet, Anne-Lise Stern, Jacques Le Brun.

### Principales contributions
- Avec Ch. Melman, M. Safouan, M. Mannoni, G. Pommier, D. Sibony, R. Tostain, J. C. Milner, R. Chemama, P. Fédidia, G. Diatkine, C. Dumézil, A. Didier Weill, « Faut-il haïr Lacan ? », in Passages, no 57, p. 13-49, 1993  (ISSN 0987-8505).
- « Das totalitäre Phänomen. Zu Hanna Ahrendt. », in J. Prasse & C.-D. Rath, Lacan und das Deutsche. Die Rückkehr der Psychoanalyse über den Rhein., p. 160-166, Fribourg-en-Brisgau, 1994.
- Avec A. Bizot & A. M. Cazanave Robert, « L'intervention des psychologues : aspects théoriques et cliniques », in dir. D. David & S. Gosme Séguret, Le diagnostic prénatal : aspects psychologiques, p. 53-63, Coll. La vie de l'enfant, ESF, Paris, 1996, 127 p.  (ISBN 978-2-7101-1196-2)[42].
- « Ein perverses Talent », in A. Michels & al., Perversion, vol. I., p. 205-212, Tübingen, 1998.
- « The eroticism of desolation », in T. Dean & C. Lane, Homosexuality & Psychoanalysis, Chicago, 2001.
- « "Pourquoi des écrivains ?" », in É. Marty & P. Pachet, Lacan et la littérature, coll. « Le marteau sans maître », Manucius, Houilles, 2005, 208 p.  (ISBN 9782845780446),

colloque tenu à l'Université Paris-7 du 21 au 23 novembre 2002.
- « Les embrouilles du vrai », in dir. M. Plon & H. Rey-Flaud, La vérité : entre psychanalyse et philosophie., p. 177-181, Érès, Ramonville Saint-Agne, 2007, 191 p.  (ISBN 978-2-7492-0704-9).
- Préface, in F. Balmès, Dieu, le sexe et la vérité, Érès, Ramonville Saint-Agne, 2007, 218 p.
- « La mystique ferenczienne », in dir. J. J. Gorog, Ferenczi après Lacan, p. 41-46, Hermann, Paris, 2009  (ISBN 978-2-7056-6798-6).

## Thèses

### Pour une psychanalyse hors normes
En 1979, Catherine Millot, pour faire pièce à une thèse de doctorat soutenue la même année par Mireille Cifali et intitulée Freud pédagogue, publie sous le titre Freud anti pédagogue la sienne, qui porte sur l'impossibilité d'être simultanément analyste et enseignant. Un psychanalyste doit en effet pouvoir entendre ce qu'il y a de pathologique dans le projet pédagogique de son psychanalysant : « L’apport de l’analyse à l’éducation consisterait essentiellement dans la découverte de la nocivité de cette dernière en même temps que de sa nécessité. » Inversement, l'élève ne bénéficie en rien d'un pédagogue qui se ferait son psychanalyste « car si la psychanalyse éclaire les mécanismes psychiques sur lesquels se fonde le processus éducatif, cet éclairage n’accroît pas la maîtrise de ce processus. »
La thèse de Catherine Millot, dénonçant toute psychopédagogie, est que Mélanie Klein avait raison dans sa controverse avec Anna Freud de faire de la thérapie de l'enfant le lieu d'expression, par le jeu, de l'inconscient de celui-ci considéré comme un sujet apte à s'émanciper lui-même plutôt qu'un moment de son éducation. Ce travail sur les textes mêmes de Freud montre leurs contradictions avec l'attitude de celui ci et s'inscrit dans la critique du développement des groupes Balint, plus généralement dans la querelle de l'analyse didactique et tout ce qui prétend articuler  sur l'inconscient un discours normatif, une maîtrise voire un contrôle collectif de l'individu.
C'est ce qu'elle rappelle dans son entretien filmé de 2008 à l'endroit d'une psychothérapie qui s'étayerait des postulats behavioristes. Elle dénonce ce qui, dans les enjeux sociaux du développement des thérapies comportementales, œuvre à un dressage conformiste de l'individu, enfant, femme, adulte en situation de faiblesse, et va à l'encontre des principes de respect du sujet et de sa singularité.
Elle fait en 2016 de la révélation de son aventure amoureuse avec Jacques Lacan un enseignement pour l'analyste, savoir opportunément outrepasser les normes. Il n'y a pas de règle pratique, hormis l'impératif catégorique, qui puisse être érigée en dogme. Tout en déconseillant la transgression qui est de faire de son analyste un partenaire sexuel, elle renouvelle, à l'occasion de son aveu, le message de Jacques Lacan, qui valut à celui-ci d'être exclu en 1963 de la Société française de psychanalyse, de ne pas enfermer la pratique psychanalytique dans un carcan de règles mais de savoir faire preuve de souplesse pour s'adapter au cas de chaque patient et donner la priorité à l'expression de sa singularité.

### Traversée du fantasme et lâcher prise
C'est à partir d'une interrogation adressée par Lacan que Catherine Millot étudie chez les écrivains le désir d'écrire. L'étude de l'homosexualité d'un grand nombre d'écrivains et du rapport entre perversion et langage l'amène à envisager la parole écrite comme un au-delà de ce qu'il est possible de dire et de se dire : « ce qui ne se dit pas s’écrit ».
C'est tardivement, en publiant en 2001 Abîmes ordinaires, qu'elle rapporte l'abord de l'écrit par l'écrivain à un moment du processus que suit une personne au cours d'une psychanalyse, à un moment de sa propre psychanalyse, celui où les inhibitions se lèvent, l'angoisse s'apaise et l'analyse se termine. Elle identifie ce moment à celui de l'expérience quiétiste, au sens de l'Abbé Bremond dans laquelle le cours de la pensée cesse de nous fatiguer pour se concentrer entièrement sur son objet présent, un moment de plénitude.
La psychanalyse peut ainsi, pas toujours, conduire à un abandon de soi, Gelassenheit, qui est plus que l'équanimité stoïcienne. « Avoir été un jour au monde sans défense et sans réserve, tout abri renoncé, aussi vide que le vide où se tiennent toutes choses, libre et sans frontières, est une expérience inoubliable. C’est aussi une expérience humaine fondamentale qui enseigne à trouver son sol dans l’absence de sol, à prendre appui dans le défaut de tout appui, à ressaisir son être à la pointe de son annihilation. ».
Par un récit autobiographique qui traverse l'ensemble de son œuvre, Catherine Millot témoigne, d'une expérience personnelle, mais plus banale que ce qui en est ordinairement avoué, un moment qui dure une, deux ou trois semaines et qu'elle-même n'a connu qu'une fois, durant une phase de son analyse, où le sujet éprouve une « surprésence », une immédiateté du monde, « une présence au monde sans désir », « enfin délivré de la fatigue du sens », et vit dans ce que Musil appelle « l'autre état » et Rilke nomme « L’Ouvert », ce que Barthes décrit comme la disparition de l'ordre des « choses à faire ». Il s'agit très simplement non pas de fusion avec la nature ni d'extase, symptôme de l'insatiabilité du mystique, mais de bien plus que cela, d'une expérience ou une attitude d'intimité mais avec l'Autre, ce que Lacan appelait en 1969 l'extime.
Catherine Millot propose par là un mode de fin de l'analyse proprement hystérique, féminin si on veut, face auquel Freud mais non Lacan avait reculé pour des raisons de personnalité propre, qui, sans tomber dans un mysticisme océanique, ne soit pas qu'une résolution des symptômes et un renoncement à la souffrance psychique par un déplacement acceptable mais une sublimation a minima, ce que Lacan appelait en 1967 la « traversée du fantasme » qui fait écran à ce qui n'est ni symbolique ni « imaginaire » c'est-à-dire ni de l'ordre du langage ni de l'ordre du monde. Une psychanalyse n'a pas qu'un effet de cure mais offre, du moins sur un mode interrogatif, une modification de la manière d'être au monde, contemplative, et d'être au langage, l'écriture, qui sont une solitude vécue non pas comme une privation d'autrui mais un être là, ouvert au monde et à autrui, ce qui est précisément la position de l'analyste.

### Conférences
- C. Millot, in J. Audisio, J.Guir, C. Millot, É. Roudinesco, B. This, J. J. Moscovitz, G. Wajeman, C. Provet, F. Roustang, A. Khabiti, F. Benn Slama, R. Major, Freud et la horde sauvage, France-Culture, Paris, 1999,

cd, INA, Bry-sur-Marne, 1999.
- J. Lacan, lecture C. Millot, « 39 de fièvre », in C. Clément & É. de la Grandière, Soirée Lacan, ENS, Paris, 9 septembre 2011.
- C. Leguil, C. Millot & É. Marty, « Lacan littérature lituraterre », in La Règle du jeu, Paris, 2 octobre 2011.
- C. Millot, É. Laurent, N. Jaudel & R. Major, « Freud, Lacan : comment écrire leurs biographies ? », in La Règle du jeu, Paris, 25 janvier 2015.

### Entretiens
- C. Millot, Entretien filmé, 2008, 62 min, in D. Friedmann & J. Blumberg, Être psy, Montparnasse, Paris, 2009, 14 DVD, 33 h.
- K. Evin, « Entretien avec Catherine Millot », in Humeur vagabonde, France Inter, Paris, 1er mars 2016.